# Хинди
Хинди (हिन्दी) е индоарийски език, говорен от около 366 000 000 души в Индия и други страни.

## Граматика
Езикът е със силно изразени аналитични черти. От 8-те падежа в санскрит само 2 падежа са останали в хинди, наричани „пряк падеж“ и „косвен падеж“, като вторият се използва (графично) с всички следлози (с изключение на следлога "ne", когато е употребен след лични местоимения от първо и второ лице ед. и мн. ч.) За разлика от повечето индоевропейски езици словоредът на хинди е S-O-V, а не S-V-O.
Хинди има силно развита глаголна система с ясно очертан аналитизъм. Категорията „аспект“ на глаголното действие се изразява чрез модификация на смисловия глагол (който фигурира само с основата си) с глагол-модификатор, който поема граматическите функции на сказуемото.
Езикът има двучленна именна категория „род“ – мъжки и женски, съществителните имена се обособяват в 4 групи по този признак – 2 групи за имена от мъжки род и 2 групи за имена от женски род; във всеки от тези 2 случая едната група съществителни имат характерна флексия, която обуславя формалното им изменение, а втората събира всички останали съществителни имена от съответния род.
Прилагателните имена в хинди се делят на 2 групи – изменяеми и неизменяеми. Изменяемите се съгласуват със съществителното име по род и число.